# ريتش مانينغ
ريتش مانينغ (بالإنجليزية: Rich Manning)‏ مواليد 23 يونيو 1970 في تاكوما، هو لاعب كرة سلة أمريكي معتزل. بدأ مسيرته الاحترافية في سنة 1993. تم اختياره من قبل فريق أتلانتا هوكس خلال الدرافت. لعب مع فانكوفر جريزليز. يبلغ طوله 6 قدم 11 بوصة (2.1 م). اعتزل اللعب في 2001.

## روابط خارجية
- ريتش مانينغ على موقع إن بي أي (الإنجليزية)
- ريتش مانينغ على موقع سبورتس رفرنس (الإنجليزية)
- ريتش مانينغ على موقع كرة السلة الأوروبية.كوم (الإنجليزية)
- ريتش مانينغ على موقع كلية كرة السلة في سبورتس رفرنس.كوم (الإنجليزية)
- ريتش مانينغ على موقع ريلجم (الإنجليزية)
- ريتش مانينغ على موقع بروبوليرز (الإنجليزية)